# Food and Drug Administration
La Food and Drug Administration ("Agenzia per gli alimenti e i medicinali", abbreviato in FDA) è l'agenzia federale statunitense che si occupa della regolamentazione dei prodotti alimentari e farmaceutici, dipendente dal Dipartimento della salute e dei servizi umani degli Stati Uniti d'America.

## Funzioni e attività
L'FDA ha come scopo la protezione della salute dei cittadini attraverso regolamenti che controllino la messa sul mercato dei prodotti che sono sotto la sua giurisdizione, tra cui i farmaci, gli alimenti, gli integratori alimentari e gli additivi alimentari, i mangimi e farmaci veterinari, le attrezzature mediche, il sangue, gli emocomponenti e gli emoderivati per trasfusioni e i cosmetici. Tra gli strumenti di controllo sono previsti sia valutazioni prima della messa sul mercato che il monitoraggio post-commercializzazione. È presieduta da un commissario che viene nominato dal presidente degli Stati Uniti d'America e confermato dal Senato. Il commissario è Scott Gottlieb.

## Organizzazione
È divisa in otto uffici maggiori:
- Center for Food Safety and Applied Nutrition (CFSAN), centro per la sicurezza alimentare e nutrizione applicata
- Center for Drug Evaluation and Research (CDER), centro per la valutazione e la ricerca sui farmaci
- Center for Biologics Evaluation and Research (CBER), centro per la valutazione e la ricerca dei prodotti da biotecnologie
- Center for Devices and Radiological Health (CDRH), centro per le apparecchiature mediche e radiologiche
- Center for Veterinary Medicine (CVM), centro per la medicina veterinaria
- National Center for Toxicological Research (NCTR), centro nazionale per le ricerche tossicologiche
- Office of Regulatory Affairs (ORA), ufficio di affari regolatori
- Office of the Commissioner (OC), ufficio del commissario

In Europa le due aree "Food e Drug" non sono appannaggio di un unico ente: l'autorità europea per la sicurezza alimentare è l'EFSA, con sede a Parma mentre per la sicurezza dei farmaci è l'EMA, con sede ad Amsterdam.